# Іошуа Цейтлін
Іошуа Цейтлін (1742, Шклов — 18 серпня 1822, Херсон) — вчений рабин, філантроп і підприємець. Був учнем рабина-талмудиста Ар'є Лейба Бен Ашера Гунцберга, автора праці Шаагат Ар'є. Підтримував тісні відносини з князем Потьомкіним, фаворитом Катерини II, брав активну участь у розбудові інфраструктури Російської імперії в Тавриді вздовж Чорного моря.

## Біографія
Будучи знавцем політичної економії, Іошуа Цейтлін підтримував тісні стосунки з князем Потьомкіним, фаворитом Катерини II. Під час Російсько-турецької війни 1787—1791 років займався поставками в російську армію. Успішно вів торговельні справи, за що отримав чин надвірного радника в 1787 році.
Невідомо, яким чином Цейтлін потрапив в оточення Потьомкіна, але під заступництвом князя він досяг великих висот як підрядник і постачальник. Князь надзвичайно високо цінував здібності Цейтліна і часто возив його з собою під час подорожей по півдню імперії, а також довірив йому керівництво всіма своїми маєтками. Цейтлін під час російських військових походів брав позики для постачання армії, а пізніше став керувати монетним двором в Криму. Коли Потьомкін будував міста в Новоросії, Цейтлін завжди фінансово підтримував свого покровителя.
За свідченнями сучасників, «Цейтлін походжав разом з Потьомкіним, як його брат і друг». Однак він зміг зберегти свій етнічний облик: навіть на офіційних заходах в складі княжого почту завжди носив традиційний єврейський одяг, дотримувався кашрут, був віруючим і з задоволенням вступав в богословські диспути, які вів нарівні з видатними богословами. Як учень рабина і талмудиста Ар'є Лейба, він дуже добре знав священні тексти і мав репутацію талановитого гебраїста. Більш того, Потьомкін і сам був радий брати участь в богословських диспутах свого фаворита і рабинів (при цьому в його свиті завжди були обов'язково присутні православний священник та мулла).
Листувався з берлінським єврейським філософом Мозесом Мендельсоном, ідеологом руху Хаскали; переказував його ідеї Потьомкіну. Той, на хвилі перемог в Російсько-турецькій війні загорівся ідеєю вигнати турків з Палестини і знову заселити її євреями. Для цієї мети він навіть створив Ізраїлевскій кінний полк, який складався з юдейських солдатів під командуванням німецьких офіцерів. Однак солдат ніяк не вдавалося навчити муштрі, тому незабаром формування довелося розпустити.
Одного разу був удостоєний аудієнції Катерини II. За його клопотанням імператриця видала розпорядження про повсюдне використання терміна «євреї» замість слова «жиди». Втім, його пропозиції про розширення прав євреїв в Росії вона так і залишила без задоволення.
Іошуа Цейтліну, окрім маєтку Устя (900 душ кріпаків) в Могилевської губернії, належало сільце Софіївка в Херсонській губернії. Відійшовши від справ, Цейтлін проживав у своєму маєтку Устя, де він іноді консультувався з іншими рабинами з вчених та богословських питань. Він надавав матеріальну допомогу багатьом талмудистам і вченим і підтримував великий бейт-мидраш («дім навчання»), в якому жили багато єврейських вчених, забезпечених всім необхідним для життя, щоб вони могли здійснювати свої дослідження без будь-яких побутових турбот. Серед вчених, які скористалися його щедрістю, були рабин Нахум, автор Тосафот Біккурім; Мендель Лепін, автор Хесбон ха-Нефеш; лікар Барух Шик. Цейтлін був автором анотації до Сефер Міцвот Катан, відправленого до друку (Копись, 1820) і доповненого деякими з його «респонсів» — побутовими або законодавчими питаннями і відповідними думками.
Фінансово підтримував прихильників руху єврейського просвітництва (Хаскала). Серед його підопічних були письменник і педагог Менахем-Мендл Лефін, знавець граматики івриту Нафталі-Герц Шульман; рабин, астроном і популяризатор науки Борух Шик.
Помер в 1822 році, залишивши після себе багату матеріальну та духовну спадщину.